# Coppa del Mondo di sci alpino
La Coppa del Mondo di sci alpino è un circuito professionistico internazionale di gare di sci alpino organizzato annualmente dalla Federazione internazionale sci e snowboard (FIS), a partire dalla stagione 1966-1967, a cui prendono parte gli atleti selezionati delle varie squadre nazionali di sci alpino.

## Descrizione
Le gare si svolgono abitualmente da fine ottobre a marzo nelle principali località sciistiche dell'Europa e del Nord America, e occasionalmente in Giappone e Corea del Sud. In passato si sono tenute gare anche nell'emisfero australe, nei mesi di luglio o agosto; le stazioni sciistiche interessate da queste competizioni erano situate in Argentina, Australia e Nuova Zelanda. Esistono due circuiti separati per gli uomini e per le donne.
Le discipline in cui si gareggia sono: discesa libera, supergigante (introdotto nel 1986), slalom gigante, slalom speciale. Dal 2007 al 2020 si è gareggiato anche nella disciplina della combinata (o, più spesso, supercombinata), mentre dal 2011 al 2022 si sono disputate anche alcune gare di slalom parallelo.
Ai primi 30 classificati di ogni singola gara vengono assegnati punti come segue: 
| Posizione | 1   | 2  | 3  | 4  | 5  | 6  | 7  | 8  | 9  | 10 | 11 | 12 | 13 | 14 | 15 | 16 | 17 | 18 | 19 | 20 | 21 | 22 | 23 | 24 | 25 | 26 | 27 | 28 | 29 | 30 |
| Punti     | 100 | 80 | 60 | 50 | 45 | 40 | 36 | 32 | 29 | 26 | 24 | 22 | 20 | 18 | 16 | 15 | 14 | 13 | 12 | 11 | 10 | 9  | 8  | 7  | 6  | 5  | 4  | 3  | 2  | 1  |

Non viene assegnato punteggio qualora i classificatisi entro il 30º posto abbiano subito un distacco maggiore dell'8% del tempo del 1º classificato.
La somma dei punteggi realizzati in tutte le discipline determina la classifica generale e assegna, al completamento delle gare, la Coppa del Mondo. Viene inoltre stilata una classifica per ogni singola disciplina, sommando i punti conquistati in gare della medesima specialità. Anche ai vincitori delle classifiche di specialità viene assegnata una Coppa: la Coppa del Mondo di Specialità.
La Coppa del Mondo si conclude con le Finali, ovvero un susseguirsi di una prova di tutte le specialità sia maschile che femminile raccolte nella medesima località. Le Finali hanno quindi anche la funzione di Test Event per le località che l'anno seguente ospiteranno i Giochi olimpici o i Campionati del Mondo. Alle Finali di Coppa del mondo partecipano, per ogni specialità, i primi 25 della classifica specifica e il vincitore del Campionato mondiale juniores. Possono inoltre partecipare a tutte le specialità gli atleti che in classifica generale abbiano totalizzato un certo numero di punti. Per la stagione 2021, ad esempio, il minimo era fissato a 400 punti. Per le finali non è prevista l’eventuale sostituzione di atleti che rinunciano a gareggiare nelle rispettive prove di specialità. Considerato il numero limitato di partecipanti ad ogni singola gara, nelle Finali viene assegnato il medesimo punteggio delle precedenti gare della stagione e sopra elencato, ma limitatamente ai primi 15 classificati.
A volte le gare possono essere annullate o rinviate per maltempo (pioggia, neve, vento, nebbia).
Il trofeo è una sfera di cristallo in pezzo unico con un piedistallo anch'esso di cristallo e rappresenta un Mondo di ghiaccio. È lo stesso trofeo consegnato ai vincitori delle altre Coppe del Mondo organizzate dalla FIS (sci di fondo, salto con gli sci, combinata nordica, ecc.).

Fino all 1991 i punti assegnati erano
| Posizione | 1  | 2  | 3  | 4  | 5  | 6  | 7 | 8 | 9 | 10 | 11 | 12 | 13 | 14 | 15 |
| Punti     | 25 | 20 | 15 | 12 | 11 | 10 | 9 | 8 | 7 | 6  | 5  | 4  | 3  | 2  | 1  |

### Circuito e piste da sci
Il circuito della Coppa del Mondo segue appuntamenti quasi fissi e consolidati di anno in anno. Queste sono alcune delle località più conosciute:
| Nazione     | Località |
| ----------- | --- |
| Andorra     | - Soldeu |
| Austria     | - Altenmarkt-Zauchensee - Bad Gastein - Bad Kleinkirchheim - Flachau - Haus im Ennstal - Hinterstoder - Kitzbühel - Lienz - Saalbach - Schladming - Schruns - Semmering - Sölden |
| Bulgaria    | - Bansko |
| Canada      | - Lake Louise - Mont-Tremblant - Whistler |
| Croazia     | - Zagabria |
| Finlandia   | - Levi |
| Francia     | - Chamonix - Courchevel - Megève - Méribel - Morzine - Saint-Gervais-les-Bains - Tignes - Val d'Isere                                                                            |
| Germania    | - Berchtesgaden - Garmisch-Partenkirchen - Oberstaufen - Pfronten - Zwiesel |
| Giappone    | - Furano |
| Italia      | - Alta Badia - Bormio - Cortina d'Ampezzo - La Thuile - Madonna di Campiglio - Piancavallo - Plan de Corones - Santa Caterina - Sestriere - Val Gardena                          |
| Norvegia    | - Hafjell - Kvitfjell |
| Rep. Ceca   | - Špindlerův Mlýn |
| Slovacchia  | - Jasná |
| Slovenia    | - Kranjska Gora - Maribor |
| Stati Uniti | - Aspen - Beaver Creek - Park City - Heavenly Valley - Killington - Palisades Tahoe - Sun Valley - Vail - Waterville Valley                                                      |
| Svezia      | - Åre |
| Svizzera    | - Adelboden - Crans-Montana - Grindelwald - Laax - Lenzerheide - Sankt Moritz - Veysonnaz - Wengen                                                                               |

## Coppa del Mondo Generale

### Albo d'oro
| Stagione  | Uomini                  | Uomini        | Donne                     | Donne          |
| Stagione  | Vincitore               | Nazionale     | Vincitrice                | Nazionale      |
| --------- | ----------------------- | ------------- | ------------------------- | -------------- |
| 1966/1967 | Jean-Claude Killy       | Francia       | Nancy Greene              | Canada         |
| 1967/1968 | Jean-Claude Killy (2)   | Francia       | Nancy Greene (2)          | Canada         |
| 1968/1969 | Karl Schranz            | Austria       | Gertrud Gabl              | Austria        |
| 1969/1970 | Karl Schranz (2)        | Austria       | Michèle Jacot             | Francia        |
| 1970/1971 | Gustav Thöni            | Italia        | Annemarie Moser-Pröll     | Austria        |
| 1971/1972 | Gustav Thöni            | Italia        | Annemarie Moser-Pröll     | Austria        |
| 1972/1973 | Gustav Thöni            | Italia        | Annemarie Moser-Pröll     | Austria        |
| 1973/1974 | Piero Gros              | Italia        | Annemarie Moser-Pröll     | Austria        |
| 1974/1975 | Gustav Thöni (4)        | Italia        | Annemarie Moser-Pröll     | Austria        |
| 1975/1976 | Ingemar Stenmark        | Svezia        | Rosi Mittermaier          | Germania Ovest |
| 1976/1977 | Ingemar Stenmark        | Svezia        | Lise-Marie Morerod        | Svizzera       |
| 1977/1978 | Ingemar Stenmark (3)    | Svezia        | Hanni Wenzel              | Liechtenstein  |
| 1978/1979 | Peter Lüscher           | Svizzera      | Annemarie Moser-Pröll (6) | Austria        |
| 1979/1980 | Andreas Wenzel          | Liechtenstein | Hanni Wenzel (2)          | Liechtenstein  |
| 1980/1981 | Phil Mahre              | Stati Uniti   | Marie-Theres Nadig        | Svizzera       |
| 1981/1982 | Phil Mahre              | Stati Uniti   | Erika Hess                | Svizzera       |
| 1982/1983 | Phil Mahre (3)          | Stati Uniti   | Tamara McKinney           | Stati Uniti    |
| 1983/1984 | Pirmin Zurbriggen       | Svizzera      | Erika Hess (2)            | Svizzera       |
| 1984/1985 | Marc Girardelli         | Lussemburgo   | Michela Figini            | Svizzera       |
| 1985/1986 | Marc Girardelli         | Lussemburgo   | Maria Walliser            | Svizzera       |
| 1986/1987 | Pirmin Zurbriggen       | Svizzera      | Maria Walliser (2)        | Svizzera       |
| 1987/1988 | Pirmin Zurbriggen       | Svizzera      | Michela Figini (2)        | Svizzera       |
| 1988/1989 | Marc Girardelli         | Lussemburgo   | Vreni Schneider           | Svizzera       |
| 1989/1990 | Pirmin Zurbriggen (4)   | Svizzera      | Petra Kronberger          | Austria        |
| 1990/1991 | Marc Girardelli         | Lussemburgo   | Petra Kronberger          | Austria        |
| 1991/1992 | Paul Accola             | Svizzera      | Petra Kronberger (3)      | Austria        |
| 1992/1993 | Marc Girardelli (5)     | Lussemburgo   | Anita Wachter             | Austria        |
| 1993/1994 | Kjetil André Aamodt     | Norvegia      | Vreni Schneider           | Svizzera       |
| 1994/1995 | Alberto Tomba           | Italia        | Vreni Schneider (3)       | Svizzera       |
| 1995/1996 | Lasse Kjus              | Norvegia      | Katja Seizinger           | Germania       |
| 1996/1997 | Luc Alphand             | Francia       | Pernilla Wiberg           | Svezia         |
| 1997/1998 | Hermann Maier           | Austria       | Katja Seizinger (2)       | Germania       |
| 1998/1999 | Lasse Kjus (2)          | Norvegia      | Alexandra Meissnitzer     | Austria        |
| 1999/2000 | Hermann Maier           | Austria       | Renate Götschl            | Austria        |
| 2000/2001 | Hermann Maier           | Austria       | Janica Kostelić           | Croazia        |
| 2001/2002 | Stephan Eberharter      | Austria       | Michaela Dorfmeister      | Austria        |
| 2002/2003 | Stephan Eberharter (2)  | Austria       | Janica Kostelić           | Croazia        |
| 2003/2004 | Hermann Maier (4)       | Austria       | Anja Pärson               | Svezia         |
| 2004/2005 | Bode Miller             | Stati Uniti   | Anja Pärson (2)           | Svezia         |
| 2005/2006 | Benjamin Raich          | Austria       | Janica Kostelić (3)       | Croazia        |
| 2006/2007 | Aksel Lund Svindal      | Norvegia      | Nicole Hosp               | Austria        |
| 2007/2008 | Bode Miller (2)         | Stati Uniti   | Lindsey Vonn              | Stati Uniti    |
| 2008/2009 | Aksel Lund Svindal (2)  | Norvegia      | Lindsey Vonn              | Stati Uniti    |
| 2009/2010 | Carlo Janka             | Svizzera      | Lindsey Vonn              | Stati Uniti    |
| 2010/2011 | Ivica Kostelić          | Croazia       | Maria Riesch              | Germania       |
| 2011/2012 | Marcel Hirscher         | Austria       | Lindsey Vonn (4)          | Stati Uniti    |
| 2012/2013 | Marcel Hirscher         | Austria       | Tina Maze                 | Slovenia       |
| 2013/2014 | Marcel Hirscher         | Austria       | Anna Fenninger            | Austria        |
| 2014/2015 | Marcel Hirscher         | Austria       | Anna Fenninger (2)        | Austria        |
| 2015/2016 | Marcel Hirscher         | Austria       | Lara Gut-Behrami          | Svizzera       |
| 2016/2017 | Marcel Hirscher         | Austria       | Mikaela Shiffrin          | Stati Uniti    |
| 2017/2018 | Marcel Hirscher         | Austria       | Mikaela Shiffrin          | Stati Uniti    |
| 2018/2019 | Marcel Hirscher (8)     | Austria       | Mikaela Shiffrin          | Stati Uniti    |
| 2019/2020 | Aleksander Aamodt Kilde | Norvegia      | Federica Brignone         | Italia         |
| 2020/2021 | Alexis Pinturault       | Francia       | Petra Vlhová              | Slovacchia     |
| 2021/2022 | Marco Odermatt          | Svizzera      | Mikaela Shiffrin          | Stati Uniti    |
| 2022/2023 | Marco Odermatt          | Svizzera      | Mikaela Shiffrin (5)      | Stati Uniti    |
| 2023/2024 | Marco Odermatt          | Svizzera      | Lara Gut-Behrami (2)      | Svizzera       |
| 2024/2025 | Marco Odermatt (4)      | Svizzera      | Federica Brignone (2)     | Italia         |

### Vittorie per nazione
| Nazione       | Coppe maschili | Coppe femminili | Totale |
| ------------- | -------------- | --------------- | ------ |
| Austria       | 17             | 17              | 34     |
| Svizzera      | 11             | 13              | 24     |
| Stati Uniti   | 5              | 10              | 15     |
| Italia        | 6              | 2               | 8      |
| Svezia        | 3              | 3               | 6      |
| Norvegia      | 6              | 0               | 6      |
| Lussemburgo   | 5              | 0               | 5      |
| Francia       | 4              | 1               | 5      |
| Croazia       | 1              | 3               | 4      |
| Germania      | 0              | 4               | 4      |
| Liechtenstein | 1              | 2               | 3      |
| Canada        | 0              | 2               | 2      |
| Slovenia      | 0              | 1               | 1      |
| Slovacchia    | 0              | 1               | 1      |

### Maggiori vincitori di Coppe del Mondo
Il record assoluto di Coppe del Mondo vinte spetta all'austriaco Marcel Hirscher, che ha vinto 8 coppe (consecutive). In campo femminile il record spetta all'austriaca Annemarie Moser-Pröll, con 6 coppe.

#### Uomini
| Nome              | Nazionalità | Carriera         | Coppe del Mondo | Coppe di Specialità | Coppe di Specialità | Coppe di Specialità | Coppe di Specialità | Coppe di Specialità | Coppe di Specialità        |
| Nome              | Nazionalità | Carriera         | Coppe del Mondo | Discesa             | Super G             | Gigante             | Slalom              | Combinata           | Totale Coppe di Specialità |
| ----------------- | ----------- | ---------------- | --------------- | ------------------- | ------------------- | ------------------- | ------------------- | ------------------- | -------------------------- |
| Marcel Hirscher   | Austria     | 2007-2019        | 8               | -                   | -                   | 6                   | 6                   | -                   | 12                         |
| Marc Girardelli   | Lussemburgo | 1980-1996        | 5               | 2                   | -                   | 1                   | 3                   | -                   | 6                          |
| Gustav Thöni      | Italia      | 1969-1980        | 4               | -                   | -                   | 3                   | 2                   | -                   | 5                          |
| Pirmin Zurbriggen | Svizzera    | 1981-1990        | 4               | 2                   | 4                   | 1                   | -                   | -                   | 7                          |
| Hermann Maier     | Austria     | 1996-2009        | 4               | 2                   | 5                   | 3                   | -                   | -                   | 10                         |
| Marco Odermatt    | Svizzera    | 2016-in attività | 4               | 2                   | 3                   | 4                   | -                   | -                   | 9                          |
| Ingemar Stenmark  | Svezia      | 1973-1989        | 3               | -                   | -                   | 7                   | 8                   | -                   | 15                         |
| Phil Mahre        | Stati Uniti | 1975-1984        | 3               | -                   | -                   | 2                   | 1                   | -                   | 3                          |

#### Donne
| Nome                  | Nazionalità | Carriera         | Coppe del Mondo | Coppe di Specialità | Coppe di Specialità | Coppe di Specialità | Coppe di Specialità | Coppe di Specialità | Coppe di Specialità        |
| Nome                  | Nazionalità | Carriera         | Coppe del Mondo | Discesa             | Super G             | Gigante             | Slalom              | Combinata           | Totale Coppe di Specialità |
| --------------------- | ----------- | ---------------- | --------------- | ------------------- | ------------------- | ------------------- | ------------------- | ------------------- | -------------------------- |
| Annemarie Moser-Pröll | Austria     | 1969-1980        | 6               | 7                   | -                   | 3                   | -                   | -                   | 10                         |
| Mikaela Shiffrin      | Stati Uniti | 2011-in attività | 5               | -                   | 1                   | 2                   | 8                   | -                   | 11                         |
| Lindsey Vonn          | Stati Uniti | 2000-in attività | 4               | 8                   | 5                   | -                   | -                   | 3                   | 16                         |
| Vreni Schneider       | Svizzera    | 1984-1995        | 3               | -                   | -                   | 5                   | 6                   | -                   | 11                         |
| Janica Kostelić       | Croazia     | 1998-2007        | 3               | -                   | -                   | -                   | 3                   | -                   | 3                          |
| Petra Kronberger      | Austria     | 1987-1992        | 3               | -                   | -                   | -                   | 1                   | -                   | 1                          |

## Coppe di specialità
Oltre alla Coppa del Mondo generale, la FIS assegna una Coppa del Mondo anche ai vincitori delle classifiche delle singole specialità dello sci alpino. Il trofeo è sempre una sfera di cristallo, ma di dimensioni ridotte rispetto a quello consegnato ai vincitori della Coppa del Mondo assoluta; per questo motivo le Coppe del Mondo di specialità vengono spesso chiamate colloquialmente Coppette.
Le Coppe di specialità assegnate dalla FIS sono sei:
- Coppa del Mondo di discesa libera
- Coppa del Mondo di supergigante
- Coppa del Mondo di slalom gigante
- Coppa del Mondo di slalom speciale
- Coppa del Mondo di combinata
- Coppa del Mondo di slalom parallelo

Il record di vittorie di coppe di specialità appartiene all'americana Lindsey Vonn che ne ha vinte 16 in carriera.
Federica Brignone e Maria Riesch sono le uniche sciatrici ad aver vinto coppe di specialità in 4 discipline diverse.

### Record di coppe vinte per disciplina

#### Uomini
| Disciplina | Nome                             | Nazionalità      | Coppe di specialità |
| ---------- | -------------------------------- | ---------------- | ------------------- |
| Discesa    | Franz Klammer                    | Austria          | 5                   |
| Super G    | Hermann Maier Aksel Lund Svindal | Austria Norvegia | 5                   |
| Gigante    | Ingemar Stenmark                 | Svezia           | 7                   |
| Slalom     | Ingemar Stenmark                 | Svezia           | 8                   |
| Combinata  | Alexis Pinturault                | Francia          | 4                   |

#### Donne
| Disciplina | Nome             | Nazionalità | Coppe di specialità |
| ---------- | ---------------- | ----------- | ------------------- |
| Discesa    | Lindsey Vonn     | Stati Uniti | 8                   |
| Super G    | Lara Gut-Behrami | Svizzera    | 6                   |
| Gigante    | Vreni Schneider  | Svizzera    | 5                   |
| Slalom     | Mikaela Shiffrin | Stati Uniti | 8                   |
| Combinata  | Lindsey Vonn     | Stati Uniti | 3                   |

### Maggiori vincitori di Coppe del Mondo di specialità

#### Uomini
| Nome               | Nazionalità | Carriera         | Totale | Coppe di Specialità | Coppe di Specialità | Coppe di Specialità | Coppe di Specialità | Coppe di Specialità |
| Nome               | Nazionalità | Carriera         | Totale | Discesa             | Super G             | Gigante             | Slalom              | Combinata           |
| ------------------ | ----------- | ---------------- | ------ | ------------------- | ------------------- | ------------------- | ------------------- | ------------------- |
| Ingemar Stenmark   | Svezia      | 1973-1989        | 15     | -                   | -                   | 7                   | 8                   | -                   |
| Marcel Hirscher    | Austria     | 2007-2019        | 12     | -                   | -                   | 6                   | 6                   | -                   |
| Hermann Maier      | Austria     | 1996-2009        | 10     | 2                   | 5                   | 3                   | -                   | -                   |
| Marco Odermatt     | Svizzera    | 2016-in attività | 9      | 2                   | 3                   | 4                   | -                   | -                   |
| Aksel Lund Svindal | Norvegia    | 2001-2019        | 9      | 2                   | 5                   | 1                   | -                   | 1                   |
| Alberto Tomba      | Italia      | 1986-1998        | 8      | -                   | -                   | 4                   | 4                   | -                   |
| Pirmin Zurbriggen  | Svizzera    | 1981-1990        | 7      | 2                   | 4                   | 1                   | -                   | -                   |
| Didier Cuche       | Svizzera    | 1993-2012        | 6      | 4                   | 1                   | 1                   | -                   | -                   |
| Benjamin Raich     | Austria     | 1997-2015        | 6      | -                   | -                   | 2                   | 3                   | 1                   |
| Marc Girardelli    | Lussemburgo | 1980-1996        | 6      | 2                   | -                   | 1                   | 3                   | -                   |

#### Donne
| Nome                  | Nazionalità | Carriera                   | Totale | Coppe di Specialità | Coppe di Specialità | Coppe di Specialità | Coppe di Specialità | Coppe di Specialità |
| Nome                  | Nazionalità | Carriera                   | Totale | Discesa             | Super G             | Gigante             | Slalom              | Combinata           |
| --------------------- | ----------- | -------------------------- | ------ | ------------------- | ------------------- | ------------------- | ------------------- | ------------------- |
| Lindsey Vonn          | Stati Uniti | 2000-2019 2024-in attività | 16     | 8                   | 5                   | -                   | -                   | 3                   |
| Mikaela Shiffrin      | Stati Uniti | 2011-in attività           | 11     | -                   | 1                   | 2                   | 8                   | -                   |
| Vreni Schneider       | Svizzera    | 1984-1995                  | 11     | -                   | -                   | 5                   | 6                   | -                   |
| Annemarie Moser-Pröll | Austria     | 1969-1980                  | 10     | 7                   | -                   | 3                   | -                   | -                   |
| Katja Seizinger       | Germania    | 1989-1998                  | 9      | 4                   | 5                   | -                   | -                   | -                   |
| Renate Götschl        | Austria     | 1993-2009                  | 8      | 5                   | 3                   | -                   | -                   | -                   |
| Lara Gut-Behrami      | Svizzera    | 2008-in attività           | 7      | -                   | 6                   | 1                   | -                   | -                   |
| Carole Merle          | Francia     | 1981-1994                  | 6      | -                   | 4                   | 2                   | -                   | -                   |

### Più vittoriosi per disciplina (Uomini)
| Pos. | Discesa       | Coppe |
| ---- | ------------- | ----- |
| 1    | Franz Klammer | 5     |
| 2    | Didier Cuche  | 4     |
| 2    | Beat Feuz     | 4     |

| Pos. | Supergigante       | Coppe |
| ---- | ------------------ | ----- |
| 1    | Hermann Maier      | 5     |
| 1    | Aksel Lund Svindal | 5     |
| 3    | Pirmin Zurbriggen  | 4     |

| Pos. | Gigante          | Coppe |
| ---- | ---------------- | ----- |
| 1    | Ingemar Stenmark | 7     |
| 2    | Marcel Hirscher  | 6     |
| 3    | Ted Ligety       | 5     |

| Pos. | Slalom           | Coppe |
| ---- | ---------------- | ----- |
| 1    | Ingemar Stenmark | 8     |
| 2    | Marcel Hirscher  | 6     |
| 3    | Alberto Tomba    | 4     |

| Pos. | Combinata          | Coppe |
| ---- | ------------------ | ----- |
| 1    | Alexis Pinturault  | 4     |
| 2    | Ivica Kostelić     | 2     |
| 3    | Aksel Lund Svindal | 1     |
| 3    | Peter Fill         | 1     |
| 3    | Carlo Janka        | 1     |
| 3    | Benjamin Raich     | 1     |
| 3    | Bode Miller        | 1     |

### Più vittoriosi per disciplina (Donne)
| Pos. | Discesa               | Coppe |
| ---- | --------------------- | ----- |
| 1    | Lindsey Vonn          | 8     |
| 2    | Annemarie Moser-Pröll | 7     |
| 3    | Renate Götschl        | 5     |

| Pos. | Supergigante    | Coppe |
| ---- | --------------- | ----- |
| 1    | Lara Gut        | 6     |
| 2    | Lindsey Vonn    | 5     |
| 2    | Katja Seizinger | 5     |

| Pos. | Gigante               | Coppe |
| ---- | --------------------- | ----- |
| 1    | Vreni Schneider       | 5     |
| 2    | Annemarie Moser-Pröll | 3     |
| 2    | Lise-Marie Morerod    | 3     |
| 2    | Anja Pärson           | 3     |
| 2    | Federica Brignone     | 3     |
| 2    | Viktoria Rebensburg   | 3     |

| Pos. | Slalom           | Coppe |
| ---- | ---------------- | ----- |
| 1    | Mikaela Shiffrin | 8     |
| 2    | Vreni Schneider  | 6     |
| 3    | Erika Hess       | 4     |
| 3    | Marlies Schild   | 4     |

| Pos. | Combinata         | Coppe |
| ---- | ----------------- | ----- |
| 1    | Lindsey Vonn      | 3     |
| 2    | Wendy Holdener    | 2     |
| 3    | Anja Pärson       | 1     |
| 3    | Maria Riesch      | 1     |
| 3    | Marlies Schild    | 1     |
| 3    | Ilka Štuhec       | 1     |
| 3    | Federica Brignone | 1     |

## I più vittoriosi
Il record di vittorie nelle singole gare di Coppa del Mondo appartiene a Mikaela Shiffrin.
Nelle seguenti tabelle sono indicati gli sciatori e le sciatrici con almeno 20 vittorie.

### Uomini
| Pos. | Nome                    | Nazione     | Carriera         | Vittorie | Discesa | Super G | Gigante | Slalom | Combinata | Parallelo |
| ---- | ----------------------- | ----------- | ---------------- | -------- | ------- | ------- | ------- | ------ | --------- | --------- |
| 1    | Ingemar Stenmark        | Svezia      | 1973-1989        | 86       | -       | -       | 46      | 40     | -         | -         |
| 2    | Marcel Hirscher         | Austria     | 2007-2019        | 67       | -       | 1       | 31      | 32     | -         | 3         |
| 3    | Hermann Maier           | Austria     | 1996-2009        | 54       | 15      | 24      | 14      | -      | 1         | -         |
| 4    | Alberto Tomba           | Italia      | 1986-1998        | 50       | -       | -       | 15      | 35     | -         | -         |
| 5    | Marc Girardelli         | Lussemburgo | 1980-1996        | 46       | 3       | 9       | 7       | 16     | 11        | -         |
| 6    | Marco Odermatt          | Svizzera    | 2016-in attività | 45       | 4       | 15      | 26      | -      | -         | -         |
| 7    | Pirmin Zurbriggen       | Svizzera    | 1981-1990        | 40       | 10      | 10      | 7       | 2      | 11        | -         |
| 8    | Aksel Lund Svindal      | Norvegia    | 2001-2019        | 36       | 14      | 17      | 4       | -      | 1         | -         |
| 8    | Benjamin Raich          | Austria     | 1997-2015        | 36       | -       | 1       | 14      | 14     | 7         | -         |
| 10   | Alexis Pinturault       | Francia     | 2009-in attività | 34       | -       | 1       | 18      | 3      | 10        | 2         |
| 11   | Henrik Kristoffersen    | Norvegia    | 2012-in attività | 33       | -       | -       | 8       | 25     | -         | -         |
| 11   | Bode Miller             | Stati Uniti | 1997-2015        | 33       | 8       | 5       | 9       | 5      | 6         | -         |
| 13   | Stephan Eberharter      | Austria     | 1989-2004        | 29       | 18      | 6       | 5       | -      | -         | -         |
| 14   | Phil Mahre              | Stati Uniti | 1975-1984        | 27       | -       | -       | 7       | 9      | 11        | -         |
| 15   | Franz Klammer           | Austria     | 1972-1985        | 26       | 25      | -       | -       | -      | 1         | -         |
| 15   | Ivica Kostelić          | Croazia     | 1998-2017        | 26       | -       | 1       | -       | 15     | 9         |           |
| 17   | Ted Ligety              | Stati Uniti | 2003-2021        | 25       | -       | -       | 24      | -      | 1         |           |
| 18   | Peter Müller            | Svizzera    | 1977-1992        | 24       | 19      | 2       | -       | -      | 3         | -         |
| 18   | Gustav Thöni            | Italia      | 1969-1980        | 24       | -       | -       | 11      | 8      | 4         | 1         |
| 18   | Dominik Paris           | Italia      | 2008-in attività | 24       | 19      | 5       | -       | -      | -         | -         |
| 21   | Kjetil Jansrud          | Norvegia    | 2003-2022        | 23       | 8       | 13      | -       | -      | 1         | 1         |
| 21   | Michael von Grünigen    | Svizzera    | 1987-2003        | 23       | -       | -       | 23      | -      | -         | -         |
| 23   | Aleksander Aamodt Kilde | Norvegia    | 2013-in attività | 21       | 12      | 9       | -       | -      | -         | -         |
| 23   | Didier Cuche            | Svizzera    | 1993-2012        | 21       | 12      | 6       | 3       | -      | -         | -         |
| 23   | Kjetil André Aamodt     | Norvegia    | 1989-2006        | 21       | 1       | 5       | 6       | 1      | 8         | -         |

### Donne
| Pos. | Nome                  | Nazione       | Carriera         | Vittorie | Discesa | Super G | Gigante | Slalom | Combinata | Parallelo |
| ---- | --------------------- | ------------- | ---------------- | -------- | ------- | ------- | ------- | ------ | --------- | --------- |
| 1    | Mikaela Shiffrin      | Stati Uniti   | 2011-in attività | 101      | 4       | 5       | 22      | 64     | 1         | 5         |
| 2    | Lindsey Vonn          | Stati Uniti   | 2000-in attività | 82       | 43      | 28      | 4       | 2      | 5         | -         |
| 3    | Annemarie Moser-Pröll | Austria       | 1969-1980        | 62       | 36      | -       | 16      | 3      | 7         | -         |
| 4    | Vreni Schneider       | Svizzera      | 1984-1995        | 55       | -       | -       | 20      | 34     | 1         | -         |
| 5    | Lara Gut              | Svizzera      | 2008-in attività | 48       | 13      | 24      | 10      | -      | 1         | -         |
| 6    | Renate Götschl        | Austria       | 1993-2009        | 46       | 24      | 17      | -       | 1      | 4         | -         |
| 7    | Anja Pärson           | Svezia        | 1998-2012        | 42       | 6       | 4       | 11      | 18     | 3         | -         |
| 8    | Federica Brignone     | Italia        | 2008-in attività | 37       | 2       | 13      | 17      | -      | 5         | -         |
| 8    | Marlies Schild        | Austria       | 1999-2014        | 37       | -       | -       | 1       | 35     | 1         | -         |
| 10   | Katja Seizinger       | Germania      | 1989-1998        | 36       | 16      | 16      | 4       | -      | -         | -         |
| 11   | Hanni Wenzel          | Liechtenstein | 1972-1984        | 33       | 2       | -       | 12      | 11     | 8         | -         |
| 12   | Petra Vlhová          | Slovacchia    | 2012-in attività | 31       | -       | -       | 6       | 22     | -         | 3         |
| 12   | Erika Hess            | Svizzera      | 1978-1987        | 31       | -       | -       | 6       | 21     | 4         | -         |
| 14   | Janica Kostelić       | Croazia       | 1998-2007        | 30       | 1       | 1       | 2       | 20     | 6         | -         |
| 15   | Maria Riesch          | Germania      | 2001-2014        | 27       | 11      | 3       | -       | 9      | 4         | -         |
| 16   | Sofia Goggia          | Italia        | 2012-in attività | 26       | 19      | 7       | -       | -      | -         | -         |
| 16   | Michela Figini        | Svizzera      | 1983-1990        | 26       | 17      | 3       | 2       | -      | 4         | -         |
| 16   | Tina Maze             | Slovenia      | 1999-2016        | 26       | 4       | 1       | 14      | 4      | 3         | -         |
| 19   | Michaela Dorfmeister  | Austria       | 1991-2006        | 25       | 7       | 10      | 8       | -      | -         | -         |
| 19   | Maria Walliser        | Svizzera      | 1980-1990        | 25       | 14      | 3       | 6       | -      | 2         | -         |
| 21   | Pernilla Wiberg       | Svezia        | 1990-2002        | 24       | 2       | 3       | 2       | 14     | 3         | -         |
| 21   | Marie-Theres Nadig    | Svizzera      | 1971-1981        | 24       | 13      | -       | 6       | -      | 5         | -         |
| 21   | Lise-Marie Morerod    | Svizzera      | 1973-1980        | 24       | -       | -       | 14      | 10     | -         |           |
| 24   | Carole Merle          | Francia       | 1982-1994        | 22       | -       | 12      | 10      | -      | -         |           |
| 25   | Hilde Gerg            | Germania      | 1993-2005        | 20       | 7       | 8       | -       | 1      | 3         | 1         |

### Più vittoriosi per disciplina (Uomini)
| Pos. | Discesa                 | Vittorie |
| ---- | ----------------------- | -------- |
| 1    | Franz Klammer           | 25       |
| 2    | Peter Müller            | 19       |
| 2    | Dominik Paris           | 19       |
| 4    | Stephan Eberharter      | 18       |
| 5    | Franz Heinzer           | 15       |
| 5    | Hermann Maier           | 15       |
| 7    | Michael Walchhofer      | 14       |
| 7    | Aksel Lund Svindal      | 14       |
| 9    | Beat Feuz               | 13       |
| 10   | Didier Cuche            | 12       |
| 10   | Kristian Ghedina        | 12       |
| 10   | Aleksander Aamodt Kilde | 12       |

| Pos. | Supergigante            | Vittorie |
| ---- | ----------------------- | -------- |
| 1    | Hermann Maier           | 24       |
| 2    | Aksel Lund Svindal      | 17       |
| 3    | Marco Odermatt          | 15       |
| 4    | Kjetil Jansrud          | 13       |
| 5    | Pirmin Zurbriggen       | 10       |
| 6    | Aleksander Aamodt Kilde | 9        |
| 6    | Vincent Kriechmayr      | 9        |
| 6    | Marc Girardelli         | 9        |
| 9    | Stephan Eberharter      | 6        |
| 9    | Didier Cuche            | 6        |
| 9    | Hannes Reichelt         | 6        |
| 9    | Günther Mader           | 6        |
| 9    | Markus Wasmeier         | 6        |

| Pos. | Gigante              | Vittorie |
| ---- | -------------------- | -------- |
| 1    | Ingemar Stenmark     | 46       |
| 2    | Marcel Hirscher      | 31       |
| 3    | Marco Odermatt       | 26       |
| 4    | Ted Ligety           | 24       |
| 5    | Michael von Grünigen | 23       |
| 6    | Alexis Pinturault    | 18       |
| 7    | Alberto Tomba        | 15       |
| 8    | Benjamin Raich       | 14       |
| 8    | Hermann Maier        | 14       |
| 10   | Gustav Thöni         | 11       |

| Pos. | Slalom               | Vittorie |
| ---- | -------------------- | -------- |
| 1    | Ingemar Stenmark     | 40       |
| 2    | Alberto Tomba        | 35       |
| 3    | Marcel Hirscher      | 32       |
| 4    | Henrik Kristoffersen | 25       |
| 5    | Marc Girardelli      | 16       |
| 6    | Ivica Kostelić       | 15       |
| 7    | Mario Matt           | 14       |
| 7    | Benjamin Raich       | 14       |
| 7    | Clément Noël         | 14       |
| 10   | Jean-Noël Augert     | 13       |

| Pos. | Combinata           | Vittorie |
| ---- | ------------------- | -------- |
| 1    | Marc Girardelli     | 11       |
| 1    | Pirmin Zurbriggen   | 11       |
| 1    | Phil Mahre          | 11       |
| 4    | Alexis Pinturault   | 10       |
| 5    | Ivica Kostelić      | 9        |
| 6    | Kjetil Andre Aamodt | 8        |
| 7    | Benjamin Raich      | 8        |
| 8    | Andreas Wenzel      | 6        |
| 8    | Bode Miller         | 6        |
| 10   | Lasse Kjus          | 4        |
| 10   | Günther Mader       | 4        |
| 10   | Gustav Thöni        | 4        |

### Più vittoriosi per disciplina (Donne)
| Pos. | Discesa               | Vittorie |
| ---- | --------------------- | -------- |
| 1    | Lindsey Vonn          | 43       |
| 2    | Annemarie Moser-Pröll | 36       |
| 3    | Renate Götschl        | 24       |
| 4    | Sofia Goggia          | 19       |
| 5    | Michela Figini        | 17       |
| 6    | Katja Seizinger       | 16       |
| 7    | Maria Walliser        | 14       |
| 8    | Marie-Theres Nadig    | 13       |
| 8    | Lara Gut-Behrami      | 13       |
| 10   | Isolde Kostner        | 12       |

| Pos. | Supergigante          | Vittorie |
| ---- | --------------------- | -------- |
| 1    | Lindsey Vonn          | 28       |
| 2    | Lara Gut-Behrami      | 24       |
| 3    | Renate Götschl        | 17       |
| 4    | Katja Seizinger       | 16       |
| 5    | Federica Brignone     | 13       |
| 6    | Carole Merle          | 12       |
| 7    | Michaela Dorfmeister  | 10       |
| 8    | Hilde Gerg            | 8        |
| 9    | Tina Weirather        | 7        |
| 9    | Alexandra Meissnitzer | 7        |
| 9    | Sofia Goggia          | 7        |

| Pos. | Gigante               | Vittorie |
| ---- | --------------------- | -------- |
| 1    | Mikaela Shiffrin      | 22       |
| 2    | Vreni Schneider       | 20       |
| 3    | Federica Brignone     | 17       |
| 4    | Annemarie Moser-Pröll | 16       |
| 4    | Tessa Worley          | 16       |
| 6    | Lise-Marie Morerod    | 14       |
| 6    | Anita Wachter         | 14       |
| 6    | Tina Maze             | 14       |
| 6    | Viktoria Rebensburg   | 14       |
| 10   | Deborah Compagnoni    | 13       |
| 10   | Sonja Nef             | 13       |

| Pos. | Slalom           | Vittorie |
| ---- | ---------------- | -------- |
| 1    | Mikaela Shiffrin | 64       |
| 2    | Marlies Schild   | 35       |
| 3    | Vreni Schneider  | 34       |
| 4    | Petra Vlhová     | 22       |
| 5    | Erika Hess       | 21       |
| 6    | Janica Kostelic  | 20       |
| 7    | Anja Paerson     | 18       |
| 8    | Perrine Pelen    | 15       |
| 9    | Pernilla Wiberg  | 14       |
| 10   | Hanni Wenzel     | 11       |

| Pos. | Combinata             | Vittorie |
| ---- | --------------------- | -------- |
| 1    | Hanni Wenzel          | 8        |
| 2    | Annemarie Moser-Pröll | 7        |
| 2    | Brigitte Oertli       | 7        |
| 4    | Janica Kostelić       | 6        |
| 5    | Marie-Theres Nadig    | 5        |
| 5    | Lindsey Vonn          | 5        |
| 5    | Federica Brignone     | 5        |
| 8    | Erika Hess            | 4        |
| 8    | Maria Höfl-Riesch     | 4        |
| 8    | Michela Figini        | 4        |
| 8    | Renate Goetschl       | 4        |

### Più vittoriosi in discipline veloci
Nelle seguenti tabelle sono indicati gli atleti e le atlete che hanno vinto almeno 15 gare di coppa del mondo nelle discipline veloci.
| Pos. | Uomini                  | Vittorie (DH+SG) |
| ---- | ----------------------- | ---------------- |
| 1    | Hermann Maier           | 39               |
| 2    | Aksel Lund Svindal      | 31               |
| 3    | Franz Klammer           | 25*              |
| 4    | Stephan Eberharter      | 24               |
| 4    | Dominik Paris           | 24               |
| 6    | Aleksander Aamodt Kilde | 21               |
| 6    | Kjetil Jansrud          | 21               |
| 6    | Peter Müller            | 21               |
| 9    | Pirmin Zurbriggen       | 20               |
| 10   | Marco Odermatt          | 19               |
| 11   | Vincent Kriechmayr      | 18               |
| 11   | Didier Cuche            | 18               |
| 13   | Michael Walchhofer      | 17               |
| 14   | Beat Feuz               | 16               |
| 15   | Franz Heinzer           | 15               |

| Pos. | Donne                 | Vittorie (DH+SG) |
| ---- | --------------------- | ---------------- |
| 1    | Lindsey Vonn          | 71               |
| 2    | Renate Götschl        | 41               |
| 3    | Lara Gut              | 37               |
| 4    | Annemarie Moser-Pröll | 36*              |
| 5    | Katja Seizinger       | 32               |
| 6    | Sofia Goggia          | 26               |
| 7    | Michela Figini        | 20               |
| 8    | Michaela Dorfmeister  | 17               |
| 8    | Maria Walliser        | 17               |
| 10   | Federica Brignone     | 15               |
| 10   | Isolde Kostner        | 15               |
| 10   | Hilde Gerg            | 15               |

### Più vittoriosi in discipline tecniche
Nelle seguenti tabelle sono indicati gli atleti e le atlete che hanno vinto almeno 15 gare di coppa del mondo nelle discipline tecniche.
| Pos. | Uomini               | Vittorie (GS+SL) |
| ---- | -------------------- | ---------------- |
| 1    | Ingemar Stenmark     | 86               |
| 2    | Marcel Hirscher      | 63               |
| 3    | Alberto Tomba        | 50               |
| 4    | Henrik Kristoffersen | 33               |
| 5    | Benjamin Raich       | 28               |
| 6    | Marco Odermatt       | 26               |
| 7    | Ted Ligety           | 24               |
| 8    | Marc Girardelli      | 23               |
| 8    | Michael von Grünigen | 23               |
| 10   | Alexis Pinturault    | 21               |
| 11   | Gustav Thöni         | 19               |
| 12   | Phil Mahre           | 16               |
| 13   | Ivica Kostelić       | 15               |
| 13   | Jean-Noël Augert     | 15               |

| Pos. | Donne                 | Vittorie (GS+SL) |
| ---- | --------------------- | ---------------- |
| 1    | Mikaela Shiffrin      | 86               |
| 2    | Vreni Schneider       | 54               |
| 3    | Marlies Schild        | 36               |
| 4    | Anja Pärson           | 29               |
| 5    | Petra Vlhová          | 28               |
| 6    | Erika Hess            | 27               |
| 7    | Lise-Marie Morerod    | 24               |
| 8    | Hanni Wenzel          | 23               |
| 9    | Janica Kostelić       | 22               |
| 10   | Annemarie Moser-Pröll | 19               |
| 11   | Tina Maze             | 18               |
| 11   | Tamara McKinney       | 18               |
| 13   | Federica Brignone     | 17               |
| 14   | Pernilla Wiberg       | 16               |
| 14   | Tessa Worley          | 16               |
| 16   | Anita Wachter         | 15               |
| 16   | Sonja Nef             | 15               |
| 16   | Perrine Pelen         | 15               |

Nota: Super-G non presente all'epoca.

Nota: Parallelo non incluso nella lista delle vittorie in slalom.
- Aggiornato all'8 marzo 2025

## I polivalenti
Sono pochi gli atleti polivalenti, coloro cioè che sono riusciti a vincere in tutte le discipline dello sci alpino. Le seguenti tabelle ordinano gli atleti in base al numero di volte in cui hanno vinto almeno una gara in tutte le discipline (non necessariamente nel corso della stessa stagione).
Gli atleti sono suddivisi in quattro epoche: la prima precedente all'introduzione della combinata avvenuta nella stagione 1974/1975, la seconda precedente all'introduzione del supergigante avvenuta nella stagione 1982/1983, la terza precedente alla reintroduzione del parallelo avvenuta nella stagione 2010/2011, la quarta comprende gli atleti che hanno vinto nelle cinque specialità e l'unico atleta che ha vinto le sei specialità attuali.

### Uomini
| Pos. | Nome        | Nazione     | Carriera  | Volte | Stagioni | Vittorie | Discesa | Super G | Gigante | Slalom | Combinata | Parallelo |
| ---- | ----------- | ----------- | --------- | ----- | -------- | -------- | ------- | ------- | ------- | ------ | --------- | --------- |
| 1    | Bode Miller | Stati Uniti | 1997-2015 | 5     | 0        | 33       | 8       | 5       | 9       | 5      | 6         | 0         |

### Uomini (Prima del 2010/2011)
Prima della stagione 2010/2011
| Pos. | Nome                | Nazione     | Carriera  | Volte | Stagioni | Vittorie | Discesa | Super G | Gigante | Slalom | Combinata |
| ---- | ------------------- | ----------- | --------- | ----- | -------- | -------- | ------- | ------- | ------- | ------ | --------- |
| 1    | Marc Girardelli     | Lussemburgo | 1980-1996 | 3     | 1        | 46       | 3       | 9       | 7       | 16     | 11        |
| 2    | Pirmin Zurbriggen   | Svizzera    | 1981-1990 | 2     | 0        | 40       | 10      | 10      | 7       | 2      | 11        |
| 3    | Kjetil André Aamodt | Norvegia    | 1989-2006 | 1     | 0        | 21       | 1       | 5       | 6       | 1      | 8         |
| 4    | Günther Mader       | Austria     | 1982-1998 | 1     | 0        | 14       | 1       | 6       | 2       | 1      | 4         |

### Uomini (Prima del 1974/1975)
Prima della stagione 1974/1975
| Pos. | Nome              | Nazione | Carriera  | Volte | Discesa | Gigante | Slalom |
| ---- | ----------------- | ------- | --------- | ----- | ------- | ------- | ------ |
| 1    | Jean-Claude Killy | Francia | 1966-1968 | 5     | 6       | 7       | 5      |
| 2    | Henri Duvillard   | Francia | 1967-1973 | 1     | 3       | 2       | 1      |

### Donne
| Pos. | Nome             | Nazione     | Carriera         | Volte | Stagioni | Vittorie | Discesa | Super G | Gigante | Slalom | Combinata | Parallelo |
| ---- | ---------------- | ----------- | ---------------- | ----- | -------- | -------- | ------- | ------- | ------- | ------ | --------- | --------- |
| 1    | Mikaela Shiffrin | Stati Uniti | 2011-in attività | 1     | 0        | 101      | 4       | 5       | 22      | 64     | 1         | 5         |
| 2    | Anja Pärson      | Svezia      | 1998-2012        | 3     | 0        | 42       | 6       | 4       | 11      | 18     | 3         | 0         |
| 3    | Lindsey Vonn     | Stati Uniti | 2000-2019        | 2     | 0        | 82       | 43      | 28      | 4       | 2      | 5         | 0         |
| 4    | Tina Maze        | Slovenia    | 1999-2016        | 1     | 1        | 26       | 4       | 1       | 14      | 4      | 3         | 0         |

### Donne (Prima del 2010/2011)
Prima della stagione 2010/2011
| Pos. | Nome             | Nazione | Carriera  | Volte | Stagioni | Vittorie | Discesa | Super G | Gigante | Slalom | Combinata |
| ---- | ---------------- | ------- | --------- | ----- | -------- | -------- | ------- | ------- | ------- | ------ | --------- |
| 1    | Pernilla Wiberg  | Svezia  | 1990-2002 | 2     | 0        | 24       | 2       | 3       | 2       | 14     | 3         |
| 2    | Petra Kronberger | Austria | 1987-1992 | 2     | 1        | 16       | 6       | 2       | 3       | 3      | 2         |
| 3    | Janica Kostelić  | Croazia | 1998-2007 | 1     | 1        | 30       | 1       | 1       | 2       | 20     | 6         |

### Donne (Prima del 1982/1983)
Prima della stagione 1982/1983
| Pos. | Nome                  | Nazione | Carriera  | Volte | Discesa | Gigante | Slalom | Combinata |
| ---- | --------------------- | ------- | --------- | ----- | ------- | ------- | ------ | --------- |
| 1    | Annemarie Moser-Pröll | Austria | 1969-1980 | 3     | 36      | 16      | 3      | 7         |

### Donne (Prima del 1974/1975)
Prima della stagione 1974/1975
| Pos. | Nome             | Nazione | Carriera  | Volte | Discesa | Gigante | Slalom |
| ---- | ---------------- | ------- | --------- | ----- | ------- | ------- | ------ |
| 1    | Nancy Greene     | Canada  | 1966-1968 | 3     | 3       | 8       | 3      |
| 2    | Françoise Macchi | Francia | 1968-1972 | 2     | 2       | 6       | 2      |
| 3    | Michèle Jacot    | Francia | 1968-1975 | 1     | 1       | 6       | 3      |

## Vittorie in una singola stagione
I seguenti sciatori e le seguenti sciatrici hanno vinto almeno 10 gare di coppa del mondo in una singola stagione.
| Uomini             | Stagioni  | Vittorie | DH | SG | GS | SL | SC | PR |
| ------------------ | --------- | -------- | -- | -- | -- | -- | -- | -- |
| Marco Odermatt     | 2023–2024 | 13       | 2  | 2  | 9  | –  | –  | –  |
| Marco Odermatt     | 2022–2023 | 13       | –  | 6  | 7  | –  | –  | –  |
| Marcel Hirscher    | 2017–2018 | 13       | –  | –  | 6  | 7  | –  | –  |
| Hermann Maier      | 2000–2001 | 13       | 5  | 3  | 5  | –  | –  | –  |
| Ingemar Stenmark   | 1978–1979 | 13       | –  | –  | 10 | 3  | –  | –  |
| Jean-Claude Killy  | 1967      | 12       | 5  | –  | 4  | 3  | –  | –  |
| Alberto Tomba      | 1994–1995 | 11       | –  | –  | 4  | 7  | –  | –  |
| Pirmin Zurbriggen  | 1986–1987 | 11       | 5  | 1  | 3  | –  | 2  | –  |
| Marc Girardelli    | 1984–1985 | 11       | –  | 2  | 2  | 7  | –  | –  |
| Ingemar Stenmark   | 1979–1980 | 11       | –  | –  | 6  | 5  | –  | –  |
| Stephan Eberharter | 2001–2002 | 10       | 6  | 3  | 1  | –  | –  | –  |
| Hermann Maier      | 1999–2000 | 10       | 3  | 4  | 3  | –  | –  | –  |
| Hermann Maier      | 1997–1998 | 10       | 2  | 4  | 3  | –  | 1  | –  |
| Ingemar Stenmark   | 1980–1981 | 10       | –  | –  | 6  | 4  | –  | –  |
| Ingemar Stenmark   | 1976–1977 | 10       | –  | –  | 3  | 7  | –  | –  |

| Donne                 | Stagioni  | Vittorie | DH | SG | GS | SL | SC | PR |
| --------------------- | --------- | -------- | -- | -- | -- | -- | -- | -- |
| Mikaela Shiffrin      | 2018–2019 | 17       | –  | 3  | 4  | 8  | –  | 2  |
| Mikaela Shiffrin      | 2022–2023 | 14       | –  | 1  | 7  | 6  | –  | –  |
| Vreni Schneider       | 1988–1989 | 14       | –  | –  | 6  | 7  | 1  | –  |
| Mikaela Shiffrin      | 2017–2018 | 12       | 1  | –  | 2  | 7  | –  | 2  |
| Lindsey Vonn          | 2011–2012 | 12       | 5  | 4  | 2  | –  | 1  | –  |
| Mikaela Shiffrin      | 2016–2017 | 11       | –  | –  | 3  | 6  | 1  | 1  |
| Tina Maze             | 2012–2013 | 11       | 1  | 1  | 5  | 2  | 2  | –  |
| Lindsey Vonn          | 2009–2010 | 11       | 6  | 4  | –  | –  | 1  | –  |
| Anja Pärson           | 2003–2004 | 11       | –  | –  | 5  | 6  | –  | –  |
| Annemarie Moser-Pröll | 1972–1973 | 11       | 8  | –  | 3  | –  | –  | –  |
| Federica Brignone     | 2024–2025 | 10       | 2  | 3  | 5  | –  | -  | –  |
| Annemarie Moser-Pröll | 1974–1975 | 10       | 2  | –  | 5  | –  | 3  | –  |

## Vincitori multipli

### Uomini: 2 vincitori ex aequo
| Stagione | Località              | Specialità | Vincitori          | Vincitori          |
| -------- | --------------------- | ---------- | ------------------ | ------------------ |
| 1977/78  | Kitzbühel             | Discesa    | Sepp Ferstl        | Josef Walcher      |
| 1984/85  | Furano (Giappone)     | Super-G    | Steven Lee         | Pirmin Zurbriggen  |
| 1999/00  | St. Anton             | Super-G    | Werner Franz       | Fritz Strobl       |
| 2002/03  | Shiga-Kōgen           | Slalom     | Kalle Palander     | Rainer Schönfelder |
| 2004/05  | Lenzerheide           | Super-G    | Bode Miller        | Daron Rahlves      |
| 2005/06  | Shiga-Kōgen           | Slalom     | Kalle Palander     | Reinfried Herbst   |
| 2010/11  | Adelboden             | Gigante    | Cyprien Richard    | Aksel Lund Svindal |
| 2011/12  | Kvitfjell             | Super-G    | Beat Feuz          | Klaus Kröll        |
| 2012/13  | Bormio                | Discesa    | Hannes Reichelt    | Dominik Paris      |
| 2013/14  | Kvitfjell             | Discesa    | Kjetil Jansrud     | Georg Streitberger |
| 2017/18  | Åre                   | Discesa    | Vincent Kriechmayr | Matthias Mayer     |
| 2021/22  | Lillehammer Kvitfjell | Discesa    | Cameron Alexander  | Niels Hintermann   |

### Donne: 3 vincitrici ex aequo
| Stagione | Località | Specialità | Vincitrici           | Vincitrici   | Vincitrici   |
| -------- | -------- | ---------- | -------------------- | ------------ | ------------ |
| 2002/03  | Sölden   | Gigante    | Andrine Flemmen      | Nicole Hosp  | Tina Maze    |
| 2005/06  | Hafjell  | Super-G    | Michaela Dorfmeister | Lindsey Vonn | Nadia Styger |

### Donne: 2 vincitrici ex aequo
| Stagione | Località               | Specialità | Vincitrici         | Vincitrici         |
| -------- | ---------------------- | ---------- | ------------------ | ------------------ |
| 1967     | Sestriere              | Discesa    | Giustina Demetz    | Marielle Goitschel |
| 1986/87  | Sarajevo               | Gigante    | Vreni Schneider    | Maria Walliser     |
| 1993/94  | Cortina d'Ampezzo      | Super-G    | Alenka Dovžan      | Pernilla Wiberg    |
| 1996/97  | Cortina d'Ampezzo      | Discesa    | Isolde Kostner     | Heidi Zurbriggen   |
| 1996/97  | Vail                   | Slalom     | Lara Magoni        | Pernilla Wiberg    |
| 1999/00  | Copper Mountain        | Slalom     | Christel Pascal    | Špela Pretnar      |
| 2001/02  | Berchtesgaden          | Slalom     | Kristina Koznick   | Marlies Oester     |
| 2003/04  | Haus im Ennstal        | Super-G    | Carole Montillet   | Maria Riesch       |
| 2005/06  | Ofterschwang           | Gigante    | Anja Pärson        | María José Rienda  |
| 2007/08  | Sestriere              | Super-G    | Andrea Fischbacher | Fabienne Suter     |
| 2008/09  | Altenmarkt-Zauchensee  | Discesa    | Dominique Gisin    | Anja Pärson        |
| 2010/11  | Flachau                | Slalom     | Maria Riesch       | Tanja Poutiainen   |
| 2014/15  | Sölden                 | Gigante    | Anna Fenninger     | Mikaela Shiffrin   |
| 2018/19  | Maribor                | Gigante    | Petra Vlhová       | Mikaela Shiffrin   |
| 2019/20  | Sestriere              | Gigante    | Federica Brignone  | Petra Vlhová       |
| 2021/22  | Garmisch-Partenkirchen | Super-G    | Federica Brignone  | Cornelia Hütter    |
| 2022/23  | Killington             | Slalom     | Wendy Holdener     | Anna Swenn Larsson |

## Più podi ottenuti in carriera
| Pos. | Uomini               | Nazione     | Podi |
| ---- | -------------------- | ----------- | ---- |
| 1    | Ingemar Stenmark     | Svezia      | 155  |
| 2    | Marcel Hirscher      | Austria     | 138  |
| 3    | Marc Girardelli      | Lussemburgo | 100  |
| 4    | Hermann Maier        | Austria     | 96   |
| 5    | Henrik Kristoffersen | Norvegia    | 95   |
| 6    | Benjamin Raich       | Austria     | 92   |
| 7    | Marco Odermatt       | Svizzera    | 88   |
| 7    | Alberto Tomba        | Italia      | 88   |
| 9    | Pirmin Zurbriggen    | Svizzera    | 83   |
| 10   | Aksel Lund Svindal   | Norvegia    | 80   |
| 11   | Bode Miller          | Stati Uniti | 79   |
| 12   | Alexis Pinturault    | Francia     | 77   |
| 13   | Stephan Eberharter   | Austria     | 75   |
| 14   | Phil Mahre           | Stati Uniti | 73   |
| 15   | Gustav Thöni         | Italia      | 69   |
| 16   | Didier Cuche         | Svizzera    | 67   |
| 17   | Kjetil André Aamodt  | Norvegia    | 64   |
| 18   | Lasse Kjus           | Norvegia    | 60   |
| 18   | Ivica Kostelić       | Croazia     | 60   |
| 20   | Beat Feuz            | Svizzera    | 59   |

| Pos. | Donne                 | Nazione       | Podi |
| ---- | --------------------- | ------------- | ---- |
| 1    | Mikaela Shiffrin      | Stati Uniti   | 157  |
| 2    | Lindsey Vonn          | Stati Uniti   | 138  |
| 3    | Annemarie Moser-Pröll | Austria       | 114  |
| 4    | Renate Götschl        | Austria       | 110  |
| 5    | Vreni Schneider       | Svizzera      | 101  |
| 6    | Lara Gut              | Svizzera      | 100  |
| 7    | Anja Pärson           | Svezia        | 95   |
| 8    | Hanni Wenzel          | Liechtenstein | 89   |
| 9    | Federica Brignone     | Italia        | 85   |
| 10   | Tina Maze             | Slovenia      | 81   |
| 10   | Maria Riesch          | Germania      | 81   |
| 12   | Erika Hess            | Svizzera      | 76   |
| 12   | Anita Wachter         | Austria       | 76   |
| 12   | Katja Seizinger       | Germania      | 76   |
| 15   | Petra Vlhová          | Slovacchia    | 73   |
| 15   | Maria Walliser        | Svizzera      | 73   |
| 17   | Marlies Schild        | Austria       | 68   |
| 18   | Michaela Dorfmeister  | Austria       | 64   |
| 19   | Sofia Goggia          | Italia        | 62   |
| 20   | Pernilla Wiberg       | Svezia        | 61   |

- Aggiornato al 27 marzo 2025

## Più risultati top 10 ottenuti in carriera
| Pos. | Uomini               | Nazione     | Top 10 |
| ---- | -------------------- | ----------- | ------ |
| 1    | Kjetil André Aamodt  | Norvegia    | 234    |
| 2    | Benjamin Raich       | Austria     | 227    |
| 3    | Marc Girardelli      | Lussemburgo | 218    |
| 4    | Ingemar Stenmark     | Svezia      | 214    |
| 5    | Alexis Pinturault    | Francia     | 187    |
| 6    | Didier Cuche         | Svizzera    | 186    |
| 7    | Aksel Lund Svindal   | Norvegia    | 181    |
| 8    | Henrik Kristoffersen | Norvegia    | 180    |
| 9    | Marcel Hirscher      | Austria     | 179    |
| 10   | Pirmin Zurbriggen    | Svizzera    | 169    |
| 11   | Bode Miller          | Stati Uniti | 166    |
| 12   | Hermann Maier        | Austria     | 162    |
| 13   | Lasse Kjus           | Norvegia    | 151    |
| 14   | Günther Mader        | Austria     | 143    |
| 15   | Kjetil Jansrud       | Norvegia    | 137    |
| 15   | Stephan Eberharter   | Austria     | 137    |
| 17   | Ted Ligety           | Stati Uniti | 128    |
| 18   | Alberto Tomba        | Italia      | 127    |
| 19   | Ivica Kostelić       | Croazia     | 126    |
| 20   | Manfred Mölgg        | Italia      | 123    |

| Pos. | Donne                 | Nazione       | Top 10 |
| ---- | --------------------- | ------------- | ------ |
| 1    | Mikaela Shiffrin      | Stati Uniti   | 227    |
| 2    | Lindsey Vonn          | Stati Uniti   | 217    |
| 3    | Lara Gut              | Svizzera      | 216    |
| 4    | Renate Götschl        | Austria       | 198    |
| 5    | Anja Pärson           | Svezia        | 196    |
| 6    | Hanni Wenzel          | Liechtenstein | 189    |
| 7    | Martina Ertl          | Germania      | 188    |
| 8    | Federica Brignone     | Italia        | 185    |
| 9    | Maria Riesch          | Germania      | 175    |
| 10   | Annemarie Moser-Pröll | Austria       | 172    |
| 10   | Tina Maze             | Slovenia      | 172    |
| 12   | Anita Wachter         | Austria       | 171    |
| 13   | Michaela Dorfmeister  | Austria       | 168    |
| 14   | Elisabeth Görgl       | Austria       | 150    |
| 15   | Tanja Poutiainen      | Finlandia     | 149    |
| 16   | Vreni Schneider       | Svizzera      | 148    |
| 17   | Erika Hess            | Svizzera      | 145    |
| 18   | Maria Walliser        | Svizzera      | 141    |
| 18   | Alexandra Meissnitzer | Austria       | 141    |
| 18   | Katja Seizinger       | Germania      | 141    |

- Aggiornato al 27 marzo 2025

## Più grandi sciatori della storia
Basato su un database sciistico ("Alpine Skiing Database") attivo dal 1966, anno di inizio delle competizioni. Si tratta di una classifica che tiene conto, con peso differente, dei risultati ottenuti in tre diverse categorie: Giochi olimpici, Campionati mondiali e Coppa del mondo (Coppe del Mondo Generali, Coppe di Specialità e risultati nella top 10 delle singole gare di Coppa del Mondo).

### Uomini
| Pos. | Complessiva         | Punti  |
| ---- | ------------------- | ------ |
| 1    | Marcel Hirscher     | 359.40 |
| 2    | Ingemar Stenmark    | 290.10 |
| 3    | Hermann Maier       | 252.10 |
| 4    | Marc Girardelli     | 227.50 |
| 5    | Aksel Lund Svindal  | 224.00 |
| 6    | Pirmin Zurbriggen   | 211.20 |
| 7    | Marco Odermatt      | 204.90 |
| 8    | Kjetil André Aamodt | 201.45 |
| 9    | Alberto Tomba       | 195.60 |
| 10   | Bode Miller         | 176.15 |

| Pos. | Discesa            | Punti |
| ---- | ------------------ | ----- |
| 1    | Franz Klammer      | 76.3  |
| 2    | Beat Feuz          | 73.9  |
| 3    | Aksel Lund Svindal | 72.0  |
| 4    | Peter Müller       | 66.0  |
| 5    | Bernhard Russi     | 54.5  |
| 6    | Michael Walchhofer | 53.6  |
| 7    | Pirmin Zurbriggen  | 51.4  |
| 8    | Didier Cuche       | 49.8  |
| 9    | Franz Heinzer      | 48.9  |
| 10   | Stephan Eberharter | 43.5  |

| Pos. | Supergigante        | Punti |
| ---- | ------------------- | ----- |
| 1    | Hermann Maier       | 88.2  |
| 2    | Kjetil André Aamodt | 68.9  |
| 3    | Aksel Lund Svindal  | 67.3  |
| 4    | Kjetil Jansrud      | 55.0  |
| 5    | Stephan Eberharter  | 47.6  |
| 6    | Pirmin Zurbriggen   | 45.9  |
| 7    | Marco Odermatt      | 41.8  |
| 8    | Matthias Mayer      | 40.6  |
| 9    | Bode Miller         | 38.4  |
| 10   | Didier Cuche        | 33.6  |

| Pos. | Gigante              | Punti |
| ---- | -------------------- | ----- |
| 1    | Ingemar Stenmark     | 120.0 |
| 2    | Marcel Hirscher      | 104.1 |
| 3    | Ted Ligety           | 97.3  |
| 4    | Alberto Tomba        | 80.9  |
| 5    | Marco Odermatt       | 74.3  |
| 6    | Michael von Grünigen | 73.7  |
| 7    | Hermann Maier        | 59.8  |
| 8    | Benjamin Raich       | 57.0  |
| 9    | Gustav Thöni         | 55.0  |
| 10   | Alexis Pinturault    | 43.5  |

| Pos. | Slalom               | Punti |
| ---- | -------------------- | ----- |
| 1    | Ingemar Stenmark     | 124.8 |
| 2    | Marcel Hirscher      | 105.8 |
| 3    | Alberto Tomba        | 98.5  |
| 4    | Henrik Kristoffersen | 70.1  |
| 5    | Benjamin Raich       | 69.6  |
| 6    | Mario Matt           | 55.8  |
| 7    | Marc Girardelli      | 52.8  |
| 8    | Ivica Kostelić       | 50.2  |
| 9    | Gustav Thöni         | 47.0  |
| 10   | Thomas Stangassinger | 46.4  |

### Donne
| Pos. | Complessiva           | Punti  |
| ---- | --------------------- | ------ |
| 1    | Mikaela Shiffrin      | 366.50 |
| 2    | Lindsey Vonn          | 297.70 |
| 3    | Annemarie Moser-Pröll | 272.50 |
| 4    | Vreni Schneider       | 255.10 |
| 5    | Anja Pärson           | 217.40 |
| 6    | Janica Kostelić       | 203.65 |
| 7    | Katja Seizinger       | 194.40 |
| 8    | Lara Gut              | 193.80 |
| 9    | Tina Maze             | 167.00 |
| 10   | Maria Riesch          | 164.90 |

| Pos. | Discesa               | Punti |
| ---- | --------------------- | ----- |
| 1    | Lindsey Vonn          | 127.0 |
| 2    | Annemarie Moser-Pröll | 115.4 |
| 3    | Renate Götschl        | 78.6  |
| 4    | Katja Seizinger       | 76.0  |
| 5    | Michela Figini        | 68.0  |
| 6    | Sofia Goggia          | 66.1  |
| 7    | Maria Walliser        | 55.4  |
| 8    | Michaela Dorfmeister  | 51.4  |
| 9    | Marie-Theres Nadig    | 48.9  |
| 10   | Corinne Suter         | 41.9  |

| Pos. | Supergigante          | Punti |
| ---- | --------------------- | ----- |
| 1    | Lara Gut              | 92.8  |
| 2    | Lindsey Vonn          | 76.9  |
| 3    | Katja Seizinger       | 60.3  |
| 4    | Michaela Dorfmeister  | 57.8  |
| 5    | Renate Götschl        | 47.2  |
| 6    | Carole Merle          | 43.0  |
| 7    | Anna Fenninger        | 39.0  |
| 8    | Alexandra Meissnitzer | 34.1  |
| 9    | Isolde Kostner        | 30.1  |
| 10   | Tina Maze             | 29.9  |

| Pos. | Gigante               | Punti |
| ---- | --------------------- | ----- |
| 1    | Vreni Schneider       | 87.5  |
| 2    | Mikaela Shiffrin      | 71.6  |
| 3    | Deborah Compagnoni    | 70.0  |
| 4    | Viktoria Rebensburg   | 62.6  |
| 5    | Federica Brignone     | 61.5  |
| 6    | Tina Maze             | 60.8  |
| 7    | Anja Pärson           | 57.6  |
| 8    | Tessa Worley          | 54.1  |
| 9    | Anita Wachter         | 47.6  |
| 10   | Annemarie Moser-Pröll | 45.5  |

| Pos. | Slalom             | Punti |
| ---- | ------------------ | ----- |
| 1    | Mikaela Shiffrin   | 169.8 |
| 2    | Vreni Schneider    | 110.3 |
| 3    | Marlies Schild     | 90.5  |
| 4    | Janica Kostelić    | 71.2  |
| 5    | Erika Hess         | 67.8  |
| 6    | Petra Vlhová       | 62.4  |
| 7    | Anja Pärson        | 57.5  |
| 8    | Hanni Wenzel       | 51.0  |
| 9    | Maria Riesch       | 49.1  |
| 10   | Marielle Goitschel | 43.3  |

- Aggiornato al 27 marzo 2025

## Record vari
| Categoria                                               | Stagione/i                              | Uomini                                                        | Record     |
| ------------------------------------------------------- | --------------------------------------- | ------------------------------------------------------------- | ---------- |
| Premio in denaro in CHF (stagione singola)              | 2023                                    | Marco Odermatt                                                | 941'200.00 |
| Punti totali                                            | 2023                                    | Marco Odermatt                                                | 2042       |
| Margine di vittoria                                     | 2024                                    | Marco Odermatt                                                | 874        |
| Media dei punti per gara (gare partecipate)             | 2023                                    | Marco Odermatt                                                | 81,68      |
| Media dei punti per gara (tutte le gare della stagione) | 2024                                    | Marco Odermatt                                                | 55,63      |
| Gare disputate (stagione completa)                      | 2005                                    | Bode Miller                                                   | 36         |
| Coppe del Mondo                                         | 2012–2019                               | Marcel Hirscher                                               | 8          |
| Coppe del Mondo consecutive                             | 2012–2019                               | Marcel Hirscher                                               | 8          |
| Coppe di specialità                                     | 1975–1984                               | Ingemar Stenmark                                              | 15         |
| Coppe di specialità (stagione singola)                  | 1987 2000–2001 2023–2024                | Pirmin Zurbriggen Hermann Maier Marco Odermatt                | 3          |
| Tutti i titoli                                          | 2012–2019                               | Marcel Hirscher                                               | 20         |
| Vittorie (stagione singola)                             | 1979 2001 2018 2023–2024                | Ingemar Stenmark Hermann Maier Marcel Hirscher Marco Odermatt | 13         |
| Più vittorie nella stessa località (singola disciplina) | 2008–2016 2006–2016 2013–2018 2012–2021 | Ted Ligety Aksel Lund Svindal Marcel Hirscher Dominik Paris   | 6          |
| Podi (stagione singola)                                 | 2000 2023                               | Hermann Maier Marco Odermatt                                  | 22         |
| Top 10 (stagione singola)                               | 1999                                    | Kjetil André Aamodt                                           | 28         |
| Vincitori in 5 discipline (stagione singola)            | 1989                                    | Marc Girardelli                                               | 1          |
| Vittorie totali                                         | 1975–1989                               | Ingemar Stenmark                                              | 86         |
| Vittorie totali (singola disciplina)                    | 1975–1989                               | Ingemar Stenmark                                              | 46         |
| Podi totali                                             | 1974–1989                               | Ingemar Stenmark                                              | 155        |
| Risultati top 10                                        | 1990–2006                               | Kjetil André Aamodt                                           | 231        |
| Gare disputate                                          | 1996–2015                               | Benjamin Raich                                                | 441        |
| Vincitore con il pettorale più alto                     | 1994                                    | Markus Foser                                                  | 66         |
| Vincitore più giovane                                   | 1973                                    | Piero Gros                                                    | 18.1       |
| Vincitore più anziano                                   | 2012                                    | Didier Cuche                                                  | 37.6       |
| Vittorie consecutive (tutte le discipline)              | 1977–1978                               | Ingemar Stenmark                                              | 10         |
| Vittorie consecutive (singola disciplina)               | 1978–1980                               | Ingemar Stenmark                                              | 15         |
| Podi consecutivi (tutte le discipline)                  | 1979–1981                               | Ingemar Stenmark                                              | 41         |
| Podi consecutivi (singola disciplina)                   | 1977–1982                               | Ingemar Stenmark                                              | 37         |
| Velocità massima (km/h)                                 | 2013                                    | Johan Clarey                                                  | 161.9      |

| Categoria                                               | Stagione/i     | Donne                                      | Record     |
| ------------------------------------------------------- | -------------- | ------------------------------------------ | ---------- |
| Premio in denaro in CHF (stagione singola)              | 2023           | Mikaela Shiffrin                           | 964'200.00 |
| Punti totali                                            | 2013           | Tina Maze                                  | 2414       |
| Margine di vittoria                                     | 2013           | Tina Maze                                  | 1313       |
| Media dei punti per gara (gare partecipate)             | 2019           | Mikaela Shiffrin                           | 84,7       |
| Media dei punti per gara (tutte le gare della stagione) | 2013           | Tina Maze                                  | 69         |
| Gare disputate (stagione completa)                      | 2023           | Michelle Gisin                             | 37         |
| Coppe del Mondo                                         | 1971–1979      | Annemarie Moser-Pröll                      | 6          |
| Coppe del Mondo consecutive                             | 1971–1975      | Annemarie Moser-Pröll                      | 5          |
| Coppe di specialità                                     | 2008–2016      | Lindsey Vonn                               | 16         |
| Coppe di specialità (stagione singola)                  | 2010–2012 2019 | Lindsey Vonn Mikaela Shiffrin              | 3          |
| Tutti i titoli                                          | 2008–2016      | Lindsey Vonn                               | 20         |
| Vittorie (stagione singola)                             | 2019           | Mikaela Shiffrin                           | 17         |
| Più vittorie nella stessa località (singola disciplina) | 2005–2016      | Lindsey Vonn                               | 14         |
| Podi (stagione singola)                                 | 2013           | Tina Maze                                  | 24         |
| Top 10 (stagione singola)                               | 2013           | Tina Maze                                  | 32         |
| Vincitrice in 5 discipline (stagione singola)           | 1991 2006 2013 | Petra Kronberger Janica Kostelić Tina Maze | 1          |
| Vittorie totali                                         | 2012–          | Mikaela Shiffrin                           | 101        |
| Vittorie totali (singola disciplina)                    | 2012–          | Mikaela Shiffrin                           | 64         |
| Podi totali                                             | 2011–          | Mikaela Shiffrin                           | 157        |
| Risultati top 10                                        | 2011–          | Mikaela Shiffrin                           | 227        |
| Gare disputate                                          | 1993–2009      | Renate Götschl                             | 408        |
| Vincitrice con il pettorale più alto                    | 1994           | Katja Koren                                | 66         |
| Vincitrice più giovane                                  | 1974           | Christa Zechmeister                        | 16.0       |
| Vincitrice più anziana                                  | 2025           | Federica Brignone                          | 34.6       |
| Vittorie consecutive (tutte le discipline)              | 1989           | Vreni Schneider                            | 10         |
| Vittorie consecutive (singola disciplina)               | 1989–1990      | Vreni Schneider                            | 12         |
| Podi consecutivi (tutte le discipline)                  | 1979–1980      | Marie-Theres Nadig                         | 14         |
| Podi consecutivi (singola disciplina)                   | 1971–1974      | Annemarie Moser-Pröll                      | 23         |
| Velocità massima (km/h)                                 | 2022           | Ramona Siebenhofer                         | 143.2      |

Nota: Solo le discipline premiate con le coppe di cristallo, come pure le discipline DH, GS e SL premiate con medaglie nelle stagioni 1967-1977, contano ufficialmente come titoli. I globi di cristallo di combinata sono stati ufficialmente assegnati solo nelle stagioni 2007-2012.
- Aggiornato al 27 marzo 2025

## Coppe di cristallo
La Coppa di cristallo (Coppa del Mondo generale), assegnata al vincitore della classifica generale, è stata introdotta dalla stagione 1966/1967. Dalla stagione 1976/1977, sono stati premiati con medaglie anche i vincitori delle classifiche delle singole specialità. Queste medaglie hanno lo stesso valore delle Coppette (Coppe del Mondo di specialità), che comparirono per la prima volta nella stagione successiva. Per quanto riguarda il Super-G, la Coppa del Mondo di specialità è stata assegnata dalla stagione 1985/1986. Nelle tre stagioni precedenti, i punti ottenuti nelle gare di Super-G sono stati aggiunti e calcolati nella classifica di slalom gigante. La Coppa del Mondo di Combinata è assegnata dalla stagione 2006/2007, con un'interruzione tra la stagione 2012/2013 e la stagione 2014/2015.